# 1851
1851 (MDCCCLI) byl rok, který dle gregoriánského kalendáře započal středou.

## Události
Automatický abecedně řazený seznam viz Kategorie:Události roku 1851

### Česko
- 16. prosince – Karel Havlíček Borovský byl násilím odvezen do vyhnanství v Brixenu.
- 31. prosince – Rakouský císař František Josef I. vydal Silvestrovské patenty a zrušil tak oktrojovanou ústavu z roku 1849.
- V celém Rakouském císařství zavedena povinná hlášení o příčinách smrti.[1]

### Svět
- 11. února – V rámci povstání tchaj-pchingů proběhla bitva u Ťin-tchienu.
- 1. května – 11. října – V Londýně se konala první Světová výstava.
- 21. června – V Londýně němečtí šachoví mistři Adolf Anderssen a Lionel Kieseritzky sehráli tzv. Nesmrtelnou partii.
- 4. srpna – Skotský misionář a cestovatel David Livingstone jako první Evropan spatřil prameny řeky Zambezi.
- 16. srpna – V Leipziger Illustrirte Zeitung byla uveřejněna tak zvaná Nesmrtelná šachová úloha, jejímž autorem byl německý šachový skladatel Konrad Bayer z Olomouce.
- 22. srpna – V Rakousku byly zrušeny a odzbrojeny Národní gardy.
- 1. listopadu – V Rusku byla dána do provozu železnice mezi Petrohradem a Moskvou.
- 13. listopadu – Přes Lamanšský průliv byl položen první telegrafní podmořský kabel.
- 2. prosince – Ve Francii proběhl státní převrat.
- velká kometa
- Poprvé vyšel časopis Vesna.
- V australském Bathurstu bylo objeveno zlato a začala australská zlatá horečka.
- Britský novinář Paul Julius Reuter založil tiskovou agenturu Reuters.

### Probíhající události
- 1817–1864 – Kavkazská válka
- 1848–1852 – Prusko-dánská válka
- 1850–1864 – Povstání tchaj-pchingů

## Vědy a umění
- 11. března – V Benátkách měla premiéru opera Giuseppe Verdiho Rigoletto.
- 26. března – Francouzský fyzik Léon Foucault v pařížském Pantheonu provedl experiment s Foucaultovým kyvadlem potvrzující otáčení Země kolem své osy.
- 12. srpna – Americký vynálezce Isaac Merritt Singer si nechal patentovat zdokonalenou verzi šicího stroje.
- 28. července – Proběhlo první zatmění Slunce, které mohlo být fotografováno. Bylo viditelné v Kanadě, Grónsku, na Islandu a v severní Evropě.
- 24. října – Anglický astronom William Lassell objevil Ariel a Umbriel, dva měsíce planety Uran.
- Americký spisovatel Herman Melville vydal román Bílá velryba.

## Narození

### Česko

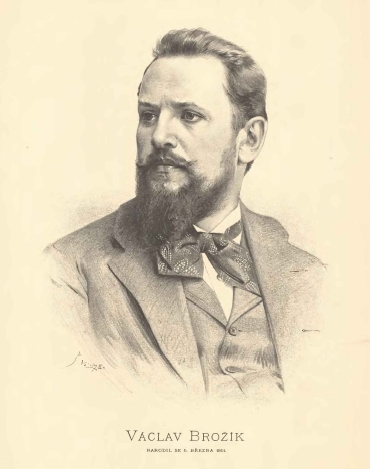
Václav Brožík (* 6. března)

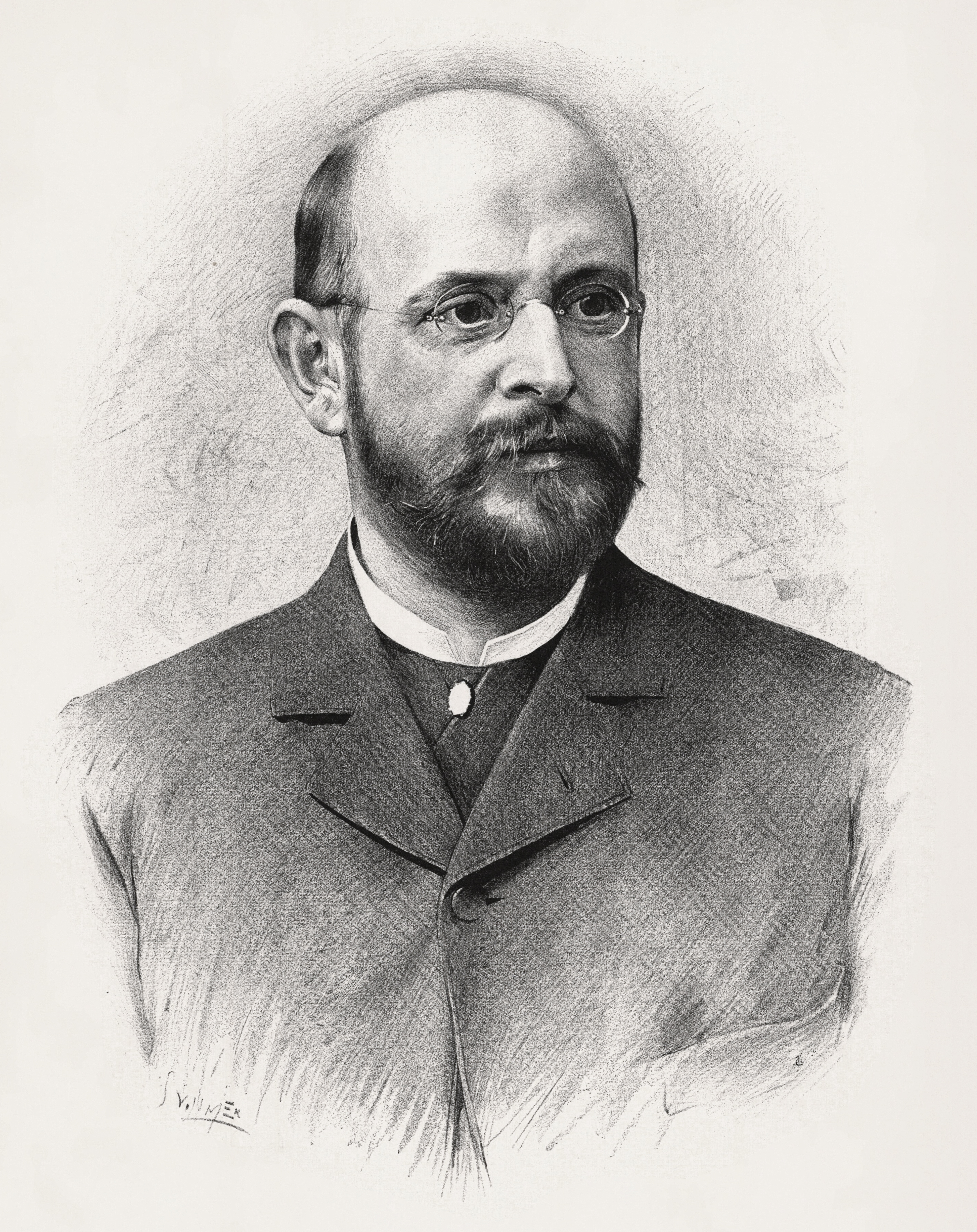
Alois Jirásek (* 23. srpna)

- 1. ledna – Emanuel Chvála, hudební kritik a skladatel († 28. října 1924)
- 11. ledna – Marie Vydrová, československá politička († 1. listopadu 1946)
- 20. ledna – František Bareš, pedagog, historik a muzejník († 8. června 1924)
- 8. února – Wilhelm Stärze, frýdlantský architekt († 24. listopadu 1902)
- 10. února – Josef Antonín Hůlka, českobudějovický biskup († 10. února 1920)
- 17. února – Ferenc Koperniczky, československý politik († 22. března 1941)
- 22. února – Patrik Blažek, novinář a spisovatel († 17. července 1905)
- 24. února – Karel Liebscher, malíř († 20. dubna 1906)
- 27. února
  - Albín Bráf, právník a politik († 1. července 1912)
  - František Herites, básník a spisovatel († 19. ledna 1929)
- 5. března – Václav Brožík, malíř († 15. dubna 1901)
- 6. dubna – Josef Mukařovský, malíř a ilustrátor († 1. listopadu 1921)
- 7. května – Ella Hruschka, rakouská učitelka, spisovatelka, novinářka a aktivistka za práva žen († 13. března 1912)
- 15. května – Jiří Czarda, lékař, první český otolog († 6. listopadu 1885)
- 22. května – Antonín Cyril Stojan, olomoucký arcibiskup († 29. září 1923)
- 5. června – Ladislav Rott, podnikatel († 27. června 1906)
- 8. července – František Šulc, katolický kněz, monsignore († 24. března 1921)
- 9. července – Jan Nepomuk Langhans, portrétní fotograf († 22. března 1928)
- 20. července – Arnold Pick, pražský psychiatr a neurolog († 4. dubna 1924)
- 17. srpna – Johann Gerstner, houslista a hudební pedagog († 9. ledna 1939)
- 23. srpna – Alois Jirásek, spisovatel († 12. března 1930)
- 28. srpna – Karel Jaroslav Maška, archeolog († 6. února 1916)
- 7. září – František Krátký, fotograf († 20. května 1924)
- 13. září – Jaroslav Schiebl, novinář, statistik a politik († 5. dubna 1933)
- 9. října
  - František Klement, spisovatel a cestovatel († 17. ledna 1933)
  - František Koláček, matematik a fyzik († 8. prosince 1913)
- 17. října – Václav František Rudolf, spisovatel, malíř, fotograf a divadelník († 4. ledna 1937)
- 26. října – František Pubal, kronikář († 15. června 1923)
- 31. října – Alfred August z Windischgrätze, šlechtic († 24. listopadu 1927)
- 16. listopadu
  - Otomar Pravoslav Novák, paleontolog († 29. července 1892)
  - Emílie Nedvídková, první manželka básníka Josefa Václava Sládka († 19. srpna 1874)
- 1. prosince – Alexandr Jan z Thurn-Taxisu, šlechtic z české linie starobylého rodu Thurn-Taxisů († 21. července 1939)
- 7. prosince – Bohumila Klimšová, spisovatelka a překladatelka († 15. března 1917)
- 18. prosince – Adolf Pštross, herec († 11. března 1903)

### Svět

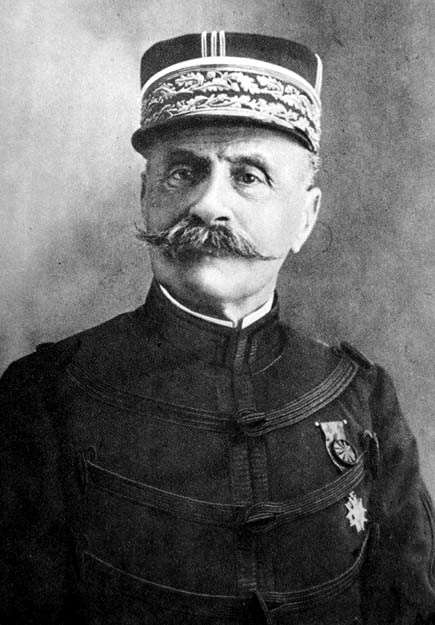
Ferdinand Foch (* 2. října)

- 4. ledna – Bedrifelek Kadınefendi, manželka osmanského sultána Abdulhamida II. († 6. února 1930)
- 16. ledna – István Burián, ministr zahraničí Rakouska-Uherska († 20. října 1922)
- 18. ledna – Albert Aublet, francouzský akademický malíř († ? 1938)
- 19. ledna
  - Jacobus Kapteyn, nizozemský astronom († 18. června 1922)
  - David Starr Jordan, americký zoolog a botanik († 19. září 1931)
- 25. ledna – Arne Garborg, norský spisovatel († 14. ledna 1924)
- 26. ledna – Gustav Kadelburg, rakouský herec a dramatik († 11. září 1925)
- 3. února – Frédéric Plessis, francouzský spisovatel († 29. ledna 1942)
- 12. února – Eugen von Böhm-Bawerk, rakouský ekonom a politik († 27. srpna 1914)
- 21. února – Karl Wilhelm Diefenbach, německý symbolistický malíř († 15. prosince 1913)
- 26. února – Paul Gautsch, rakouský politik († 20. dubna 1918)
- 27. února – James Churchward, britský okultní spisovatel a vynálezce († 4. ledna 1936)
- 9. března – Paul Vittorelli, předlitavský právník, soudce a politik († 20. dubna 1932)
- 16. března – Martinus Willem Beijerinck, nizozemský botanik a mikrobiolog († 1. ledna 1931)
- 20. března – Fridtjuv Berg, švédský politik († 29. února 1916)
- 27. března
  - Ruperto Chapí, španělský hudební skladatel († 25. března 1909)
  - Vincent d'Indy, francouzský hudební skladatel († 2. prosince 1931)
- 1. dubna – Bernard III. Sasko-Meiningenský, poslední vévoda sasko-meiningenský († 16. ledna 1928)
- 20. dubna – Eduardo Acevedo Díaz, uruguayský spisovatel († 18. června 1924)
- 5. května – Aleksander Michałowski, polský klavírista a skladatel († 17. října 1938)
- 6. května – Aristide Bruant, francouzský komik a zpěvák († 10. února 1925)
- 13. května – Oscar Kellner, německý agronom († 12. září 1911)
- 15. května – Herbert Lawford, britský tenista, († 20. dubna 1925)
- 17. května – Adolf von Harnack, německý teolog († 10. června 1930)
- 20. května – Emile Berliner, americký vynálezce († 3. srpna 1929)
- 29. května – Léon Bourgeois, francouzský premiér, prezident Rady Společnosti národů a nositel Nobelovy ceny míru († 29. září 1925)
- 5. června – Karol Henrich Fuchs, slovenský matematik, fyzik a geodet († 10. ledna 1916)
- 13. června – Anton Haus, rakousko-uherský velkoadmirál († 8. února 1917)
- 8. července – Arthur Evans, britský archeolog († 11. července 1941)
- 9. července – Berthold Englisch, rakouský šachový mistr († 19. října 1897)
- 10. července – Friedrich von Wieser, rakouský ekonom († 22. července 1926)
- 28. července – Theodor Lipps, německý filozof a psycholog († 17. října 1914)
- 4. srpna – Francesco Paolo Michetti, italský malíř a fotograf († 5. března 1929)
- 8. srpna – Maxim Maximovič Kovalevskij, ruský právník a historik († 5. dubna 1916)
- 14. srpna – Doc Holliday, americký pistolník († 8. listopadu 1887)
- 25. srpna – Alexandr Oranžský, nizozemský princ z dynastie Oranje-Nassau († 21. června 1884)
- 29. srpna – Andrej Željabov, ruský revolucionář († 15. dubna 1881)
- 26. srpna – Émile Boirac, francouzský esperantista († 20. září 1917)
- 30. srpna – Jules Carpentier, francouzský vynálezce († 30. června 1921)
- 3. září – Olga Konstantinovna Romanovová, řecká královna († 18. června 1926)
- 15. září – Adolf von Liebenberg, rakouský zemědělský odborník († 6. května 1920)
- 16. září – Ludomił German, polský spisovatel a politik († 21. ledna 1920)
- 24. září – Hugo Gerhard Ströhl, rakouský heraldik († 7. prosince 1919)
- 28. září – Ivan Tavčar, slovinský spisovatel, právník a politik († 19. února 1923)
- 2. října – Ferdinand Foch, francouzský vojevůdce († 20. března 1929)
- 31. října – Luisa Švédská, dánská královna († 20. března 1926)
- 4. listopadu – Maximilian von Proskowetz, rakouský agronom, diplomat, cestovatel († 19. září 1909)
- 20. listopadu – Markéta Savojská, italská královna († 4. ledna 1926)
- 23. listopadu – Jonas Basanavičius, litevský]lékař, historik, spisovatel, národní obrozenec († 16. února 1927)
- 10. prosince – Melvil Dewey, americký knihovník a vynálezce († 26. prosince 1931)
- 20. prosince
  - Thérèse Schwartze, nizozemská malířka († 23. prosince 1918)
  - Knut Wicksell, švédský neoklasický ekonom († 3. května 1926)
- 27. prosince – Max Judd, americký politik a šachový mistr († 7. května 1906)
- ? – Charles Henry Currier, americký portrétní fotograf († ? 1938)
- ? – Władysław Dulęba, polský politik († 17. června 1930)
- ? – Nurefsun Kadınefendi, třetí manželka osmanského sultána Abdulhamida II. († 1908)
- ? – Charles Vincent, francouzský spisovatel romantických a dobrodružných románů († ? 1920)

## Úmrtí

### Česko

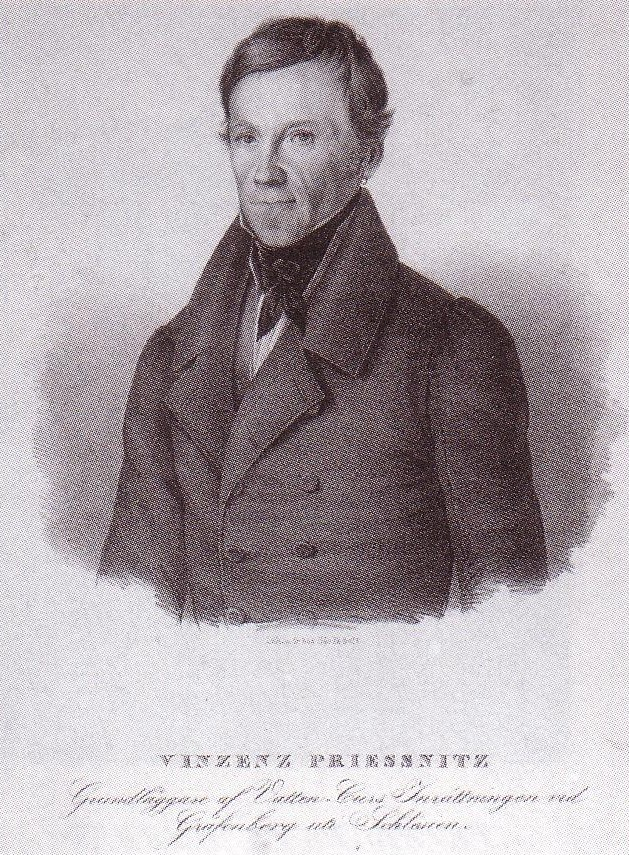
Vinzenz Priessnitz († 28. listopadu)

- 16. ledna – Josef Carl Starck, západočeský velkostatkář a podnikatel (* 1792)
- 30. ledna – Augustin Smetana, filozof (* 15. června 1814)
- 19. dubna – Jiří František August Buquoy, šlechtic, ekonom a spisovatel (* 7. září 1781)
- 30. června – Jan Theobald Held, lékař, skladatel a rektor Univerzity Karlovy (* 11. listopadu 1770)
- 15. září – František Labler, regenschori a hudební skladatel (* 11. listopadu 1805)
- 28. listopadu – Vinzenz Priessnitz, zakladatel lázní Jeseník (* 4. října 1799)

### Svět

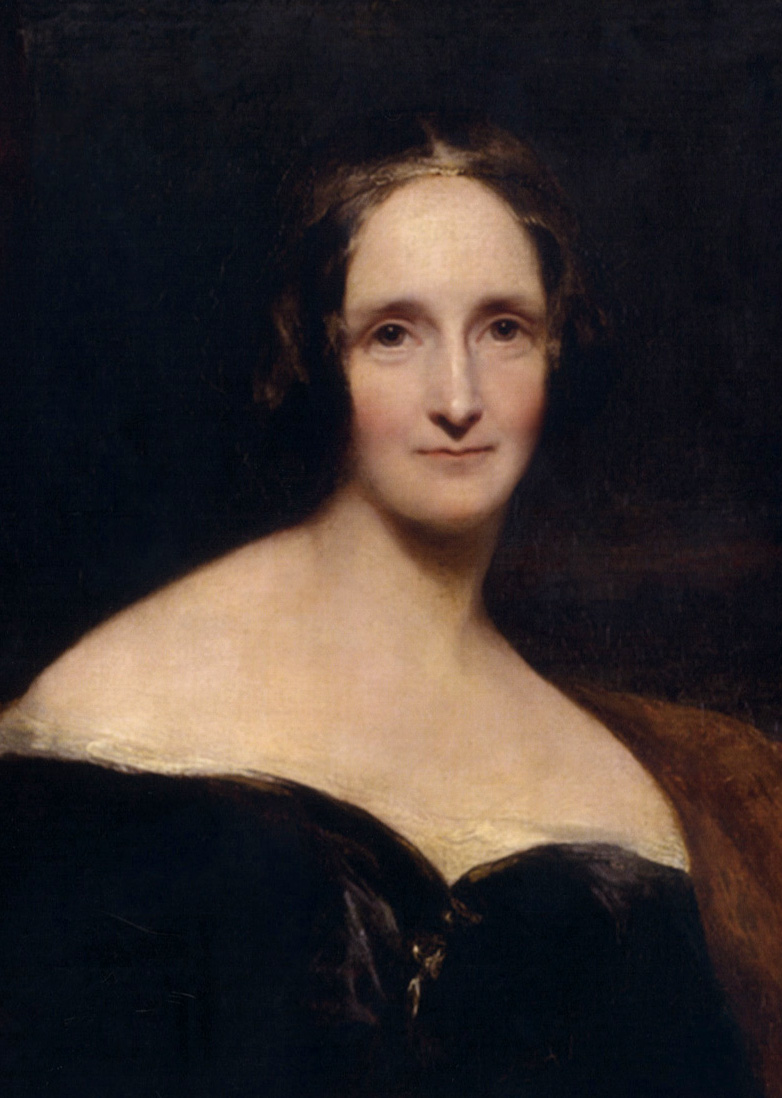
Mary Shelleyová († 1. února)

- 1. ledna – Johann Heinrich Friedrich Link, německý přírodovědec a botanik (* 2. února 1767)
- 21. ledna – Albert Lortzing, německý hudební skladatel (* 23. října 1801)
- 27. ledna – John James Audubon, francouzsko-americký ornitolog a malíř (* 26. dubna 1785)
- 24. ledna – Gaspare Spontini, italský hudební skladatel (* 14. listopadu 1774)
- 1. února – Mary Shelleyová, anglická spisovatelka (* 30. srpna 1797)
- 18. února – Carl Gustav Jacob Jacobi, německý matematik (* 10. prosince 1804)
- 9. března – Hans Christian Ørsted, dánský fyzik, chemik a filosof (* 14. srpna 1777)
- 10. března – Leopold, princ ze Salerna, neapolský princ (* 2. července 1790)
- 13. března – Karl Lachmann, německý filolog (* 4. března 1793)
- 23. dubna – Michail Lazarev, ruský admirál (* 14. listopadu 1788)
- 13. května – Augusta Bavorská, princezna bavorská a vévodkyně z Leuchtenbergu (* 21. června 1788)
- 22. května – Thomas Edmondson, anglický vynálezce (* 30. června 1792)
- 24. května – Stanko Vraz, chorvatský a slovinský spisovatel (* 30. června 1810)
- 4. července – Martin-Joseph Mengal, belgický hornista, dirigent, skladatel (* 27. ledna 1784)
- 12. července – Louis Daguerre, francouzský vědec (* 18. listopadu 1787)
- 20. července – Horace François Sébastiani, francouzský generál a politik (* 17. listopadu 1772)
- 9. srpna – Karl Gützlaff, německý sinolog (* 8. července 1803)
- 4. září – William MacGillivray, skotský ornitolog (* 25. ledna 1796)
- 14. září – James Fenimore Cooper, americký spisovatel (* 15. září 1789)
- 5. října – Marie Jules César Savigny, francouzský zoolog a botanik (* 5. dubna 1777)
- 19. října – Marie Terezie Bourbonská, francouzská královna (* 19. prosince 1792)
- 31. října – Petr II. Petrović-Njegoš, pravoslavný metropolita a vladyka Černé Hory (* 13. listopadu 1813)
- 18. listopadu – Arnošt August I. Hannoverský, hannoverský král (* 5. června 1771)
- 26. listopadu – Nicolas Jean de Dieu Soult, francouzský generál (* 29. března 1769)
- 12. prosince – Karl Drais, německý vynálezce (* 29. dubna 1785)
- 15. prosince – Gülcemal Kadınefendi, konkubína osmanského sultána Abdulmecida I. (* 1826)
- 19. prosince – William Turner, anglický malíř (* 23. dubna 1775)

## Hlavy států
- Francie – Ludvík Napoleon (1848–1852)
- Království obojí Sicílie – Ferdinand II. (1830–1859)
- Osmanská říše – Abdülmecid I. (1839–1861)
- Prusko – Fridrich Vilém IV. (1840–1861)
- Rakouské císařství – František Josef I. (1848–1916)
- Rusko – Mikuláš I. (1825–1855)
- Spojené království – Viktorie (1837–1901)
- Španělsko – Isabela II. (1833–1868)
- Švédsko – Oskar I. (1844–1859)
- USA – Millard Fillmore (1850–1853)
- Papež – Pius IX. (1846–1878)
- Japonsko – Kómei (1846–1867)
- Lombardsko-benátské království – Josef Radecký